# Loi no 2008-518 du 3 juin 2008 relative aux opérations spatiales
Lire en ligne

Lire sur Légifrance

La loi no 2008-518 du 3 juin 2008 relative aux opérations spatiales (LOS) est une loi française qui traite des opérations privées dans l'espace.
Elle définit le statut d'opérateur spatial, les obligations qui en découlent et les sanctions encourues. Elle donne de nouvelles responsabilités au CNES.
Progressivement mise en œuvre entre 2010 et 2020, elle s'applique pleinement depuis 2021 à tout satellite lancé par la France. Elle vise à limiter le nombre de débris spatiaux dans l'orbite terrestre basse.

## Contexte législatif
L'espace extra-atmosphérique est régi par le droit de l'espace, droit international principalement basé sur plusieurs traités signés et ratifiés par la France, différentes résolutions de l'ONU et diverses conventions instituant des organisations internationales telles que l'Agence spatiale européenne. Le principal traité en la matière est le « Traité de l'espace » de 1967 (signé par la France en 1970), qui institue en particulier une responsabilité des États pour les activités commises dans l'espace non seulement par des organismes gouvernementaux mais également par des entités non gouvernementales. Il indique que les activités non gouvernementales doivent obtenir l'autorisation préalable, puis la surveillance permanente de l'État membre concerné par le traité.
La France met en place son programme spatial dès 1961 avec la création du Centre national d'études spatiales (CNES) et lance son premier satellite en 1965. Une industrie spatiale française se met en place, principalement dans le domaine des lanceurs, des satellites de télécommunication et de télédétection. Ce dernier crée même dans les années 1980 plusieurs filiales pour offrir des services commerciaux basés sur des moyens spatiaux. Dans ce contexte, une législation nationale ne s'avère pas nécessaire.
La fin des années 1990 et le début des années 2000 voit cette situation évoluer rapidement en faveur d'une libéralisation des services de télécommunication, la privatisation d’un grand nombre d’opérateurs ou exploitants, et des regroupements industriels au niveau européen. Il apparaît alors qu'un instrument juridique national devient un enjeu pour la poursuite de la politique spatiale française et la compétitivité de son industrie,. La perte en 1996 du satellite militaire Cerise, endommagé par un débris du troisième étage d'une Ariane 1 lancée dix ans plus tôt, motive également les autorités françaises à mettre en place une réglementation pour éviter qu'un tel accident ne survienne à nouveau. En 2000, l'Institut du droit de l'espace et des télécommunications (IDEST) est créé à l’université Paris-Sud, à l’initiative des professionnels de l’espace.

## Contenu de la loi
La loi définit la notion d'opérateur spatial, puis encadre les activités spatiales. Elle définit comme opérateur spatial toute personne physique ou morale qui conduit, sous sa responsabilité et de façon indépendante, une opération spatiale et condamne un opérateur spatial qui par ses activités spatiales aurait des conséquences néfastes sur la santé publique, l'environnement ou la défense nationale.
Cette loi définit ensuite les opérations spatiales nécessitant une autorisation, ainsi que les conditions de délivrance de ces autorisations auprès des organismes d'État et des institutions concernées. Elle établit aussi la tenue par le CNES du registre national d'immatriculation des objets spatiaux et confie à son président une mission de police de l'exploitation des installations du centre spatial guyanais. Enfin, elle prévoit une série de sanctions pénales et les modalités de responsabilité pénales vis-à-vis d'un non-respect de cette dernière.

## Étapes du processus législatif

### Travaux préparatoires
En mars 1999, Pascal Colombani, directeur de la technologie au ministère chargé de la recherche engage une réflexion sur l'évolution du droit de l'espace. Quatre groupes de travail sont mis en place sur les thématiques des services de lancement, de l'observation de la Terre, des radiocommunications spatiales et de la navigation par satellite, de la propriété et des sûretés sur les objets spatiaux. Le rapport d'étude pour « l'évolution du droit de l'espace en France » est finalisé en juin 2002, publié le 1er mars 2003, et conclut à l'intérêt pour la France d'instaurer un cadre général d’autorisation de lancement d’objets spatiaux, d’immatriculation et de surveillance des activités spatiales.
Le 27 juillet 2004, le Premier ministre Jean-Pierre Raffarin saisit le Conseil d’État pour mener un examen du statut juridique des activités spatiales. Le rapport d'étude « pour une politique juridique des activités spatiales » est finalisé le 30 novembre 2005 et adopté le 6 avril 2006. L'étude propose un avant-projet d'articles législatifs pouvant contribuer à un futur projet de loi.

### Première lecture
Le 25 avril 2007, Gilles de Robien, alors ministre de tutelle du CNES, dépose au Sénat le texte de projet de loi no 297 (2006-2007). La commission des affaires économiques examine le texte et Henri Revol dépose le rapport no 161 (2007-2008) le 15 janvier 2008. Le texte est examiné en séance publique le lendemain, et le texte no 50 (2007-2008) est adopté par le Sénat le 16 janvier 2008.
Le texte no 614 est transmis à l'Assemblée nationale le 17 janvier 2008. La commission des affaires économiques nomme Pierre Lasbordes rapporteur le 5 février. Il dépose le rapport no 775 le 2 avril. Le texte no 120 modifié par l'Assemblée nationale est adopté le 9 avril 2008.

### Deuxième lecture
Le texte no 272 (2007-2008) est transmis au Sénat le 10 avril 2008. Henri Revol dépose le rapport no 328 (2007-2008) au nom de la commission des affaires économiques le 14 mai. Le texte no 272 (2007-2008) est définitivement adopté par le Sénat le 22 mai 2008.

### Promulgation
La loi est publiée au Journal officiel no 129 du 4 juin 2008.

### Décrets de 2009
Trois décrets du 9 juin 2009 paraissent au Journal officiel no 132 du 10 juin 2009 pour mettre en œuvre les nouvelles dispositions de la loi.
Le décret no 2009-640 établit les obligations des exploitants primaires de données d'origine spatiale, en particulier la nécessité d'une autorisation préalable à leurs activités, et les mesures de restriction qu'ils doivent pouvoir mettre en œuvre à la demande des autorités,.
Le décret no 2009-643 détaille les modalités d'octroi des autorisations et licences délivrées aux opérateurs spatiaux, les garanties financières et contrôles.
Le décret no 2009-644 modifie substantiellement le décret no 84-510 du 28 juin 1984 décrivant les obligations du CNES,. Il établit les dispositions relatives au registre d'immatriculation des objets spatiaux (articles 14-1 à 14-6), jusque-là tenu informellement. Les articles 14-7 à 14-16 régissent le déroulement des opérations spatiales au Centre spatial guyanais, en particulier les obligations du CNES dans ses missions de sauvegarde, de coordination des mesures de sûreté et de contrôle.

### Arrêtés de 2010-2011
Le président du CNES publie le 9 décembre 2010 au recueil des actes administratifs de la préfecture de Guyane un arrêté « portant réglementation de l'exploitation des installations du Centre spatial guyanais » (REI). Il établit en 97 articles les différentes mesures de police administrative applicables dans le périmètre du centre spatial afin de mettre en œuvre les obligations légales du CNES et des différents acteurs du site. L'accent est porté sur la sécurité des installations et les règles de sauvegarde au sol et en vol.
Le 31 mai 2011 est publié dans le Journal officiel no 0126 un arrêté du 31 mars établissant la réglementation technique (RT) que doivent respecter les industriels et opérateurs dans la conception des engins spatiaux, leur lancement et la conduite des opérations spatiales. Cette réglementation rédigée par le CNES établit de manière précise le contenu des dossiers techniques à fournir afin de bénéficier des autorisations préalables. L'accent est porté sur les études de risques et les effets sur la santé publique et l'environnement; les dommages causés en cas d'accident ; les moyens de garantie de limitation du nombre de débris spatiaux en orbite terrestre basse (de préférence par rentrée atmosphérique contrôlée).

### Révision de 2022
La loi est modifiée par l'ordonnance no 2022-232 du 23 février 2022 « relative à la protection des intérêts de la défense nationale dans la conduite des opérations spatiales et l'exploitation des données d'origine spatiale »,, sur la base d'un rapport remis au président de la République par le ministère des Armées.
Dans un contexte de militarisation de l'espace, l'ordonnance renforce les pouvoirs de l'État vis-à-vis des opérateurs spatiaux, augmente les sanctions des infractions portant atteinte aux intérêts de la défense nationale, et élargit le périmètre du régime de déclaration préalable applicable aux activités d’exploitation de données d’origine spatiale.
Trois décrets sont publiés au Journal officiel no 0047 du 25 février 2022 en même temps que l'ordonnance et son rapport. Les décrets nos 2022-233 et 2022-234 modifient respectivement les décrets nos 2009-640 et 2009-643,. Le décret no 2022-235 modifie le code de la Défense pour introduire la nouvelle possibilité de réquisition de biens et de services spatiaux.
Un projet de loi visant à ratifier cette ordonnance est présenté en conseil des ministres le 16 mars 2022. Florence Parly dépose le même jour au Sénat le texte no 579 (2021-2022).

## Sanctions
Outre la définition de l'opérateur spatial et un recensement de ses droits, la loi prévoit, par son chapitre IV, des articles 9 à 11, des sanctions liées au manquement, par le titulaire, des obligations qui lui incombent, ou en cas de mise en danger des intérêts de la France et de ses accords internationaux. 
Est puni de 200 000 euros d'amende le fait :
- pour un opérateur spatial de lancer, sans autorisation, un objet dans l'espace depuis le territoire national, où quelconque autre territoire sous la juridiction de l'État français ;
- de transférer ou de prendre sans autorisation la maîtrise d'un objet lancé avec ou sans autorisation ;
- de ne pas se conformer aux règles juridiques après un rappel à l'ordre des autorités en cas de lancement non conforme ;
- de s'opposer ou de gêner un contrôle des autorités.

La sanction s'élève à 300 000 euros d'amende et trois années d'emprisonnement si les faits nuisent à la défense nationale.

## Application
La loi entre en vigueur le 10 décembre 2010, avec des mesures transitoires jusqu'en décembre 2020. Arianespace se voit accorder une licence au titre d’opérateur de services de lancements le 24 décembre 2010. Le premier lancement soumis à autorisation en vertu de la loi de 2008 est le vol d'Ariane 5 VA-199 du 29 décembre 2010.
Elle prend une part importante dans la conception des nouveaux satellites français. Le CNES met au point par exemple sur son satellite MICROSCOPE l'équipement IDEAS (Innovative DEorbiting Aerobrake System) afin d'accélérer sa désorbitation. De même, Thales Alenia Space prend en compte la loi pour concevoir la plateforme du satellite franco-américain SWOT. Les satellites lancés à partir de 2021 doivent appliquer pleinement la loi.
En 2017, le CNES dresse un bilan positif de la loi, indiquant une bonne coopération des opérateurs spatiaux, un respect des délais et réglementations, et un retour d'expérience significatif sur une centaine d'opérations spatiales portant sur les lanceurs et systèmes orbitaux. Eutelsat fait le même constat en tant qu'opérateur spatial.
Depuis 2020, face à l'importance de cette loi pour l'industrie spatiale française, plusieurs établissements d'enseignement supérieur l’intègrent à leur cursus universitaire : le Centre spatial universitaire Montpellier-Nîmes dans son diplôme « Développement des Systèmes Spatiaux » et l'Université Paris-Saclay dans son master 2 « Droit des activités spatiales et des Télécommunications ».

## Perspectives
En février 2022, les députés Pierre Cabaré et Jean-Paul Lecoq remettent à l'Assemblée Nationale un rapport d'information sur l'espace au nom de la commission des affaires étrangères. Deux propositions de ce rapport concernent la LOS.
La première est de réformer la loi pour prendre en compte les évolutions du contexte spatial depuis 2008, en étendant son champ aux nouvelles technologies et activités spatiales (services en orbite et vols suborbitaux, par exemple) et en différenciant le régime de responsabilité en fonction de la taille des satellites.
La seconde part du constat que les exigences ambitieuses de la loi rendent parfois plus difficile la concurrence des entreprises françaises avec les entreprises étrangères. Il est donc proposé que la LOS soit transposée en directive européenne afin de faire bénéficier l’Union européenne de ces orientations juridiques, et pour que ce droit forme la base commune de droit des opérations spatiales. Cette extension du droit français au droit européen était déjà évoquée dans les rapports d'étude de 2002 et 2005,. Il est même suggéré que le droit européen puisse ensuite servir de base pour les discussions internationales.
En mars 2023, la Commission Européenne annonce envisager une législation spatiale de l’UE pour garantir une cohérence entre les États membres qui disposent d'une législation nationale et ceux qui n'en ont pas.